# Jaskinia w Trawniczku
Jaskinia w Trawniczku (JM1) – jaskinia w Dolinie Małej Łąki w Tatrach Zachodnich. Wejście do niej znajduje się w Niżniej Świstówce, u podnóża Mnichowych Turni, na wysokości 1557 metrów n.p.m. Jaskinia jest pozioma, a jej  długość wynosi 9 metrów.

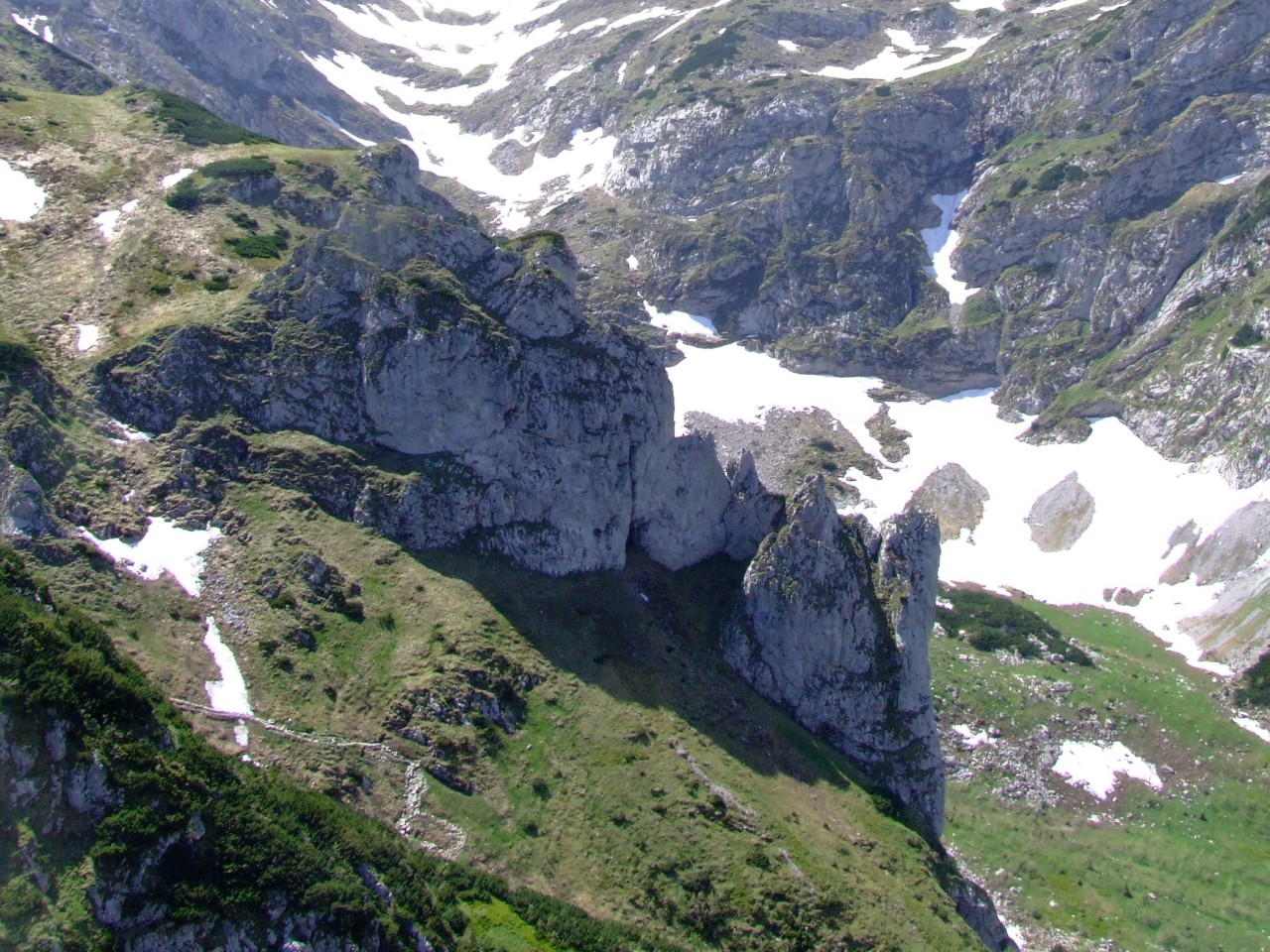
Mnichowe Turnie

## Opis jaskini
Jaskinię stanowi poziomy, ciasny korytarz zaczynający się w małym otworze wejściowym, a kończący niewielką salką z zawaliskiem.

## Przyroda
Na końcu jaskini występuje mleko wapienne i nacieki grzybkowe. Ściany są wilgotne, rosną na nich mchy i porosty.

## Historia odkryć
Brak jest danych o odkrywcach jaskini. Jej pierwszy plan i opis sporządziła I. Luty przy pomocy M. Lasoty w 1978 roku.